# De mörka skuggornas hus
De mörka skuggornas hus (engelska originalets titel Curse This House) är en roman från 1978 skriven av Barbara Wood.
Handlingen utspelar sig i England på 1800-talet kring släkten Pemberton och dess gods Pemberton Hurst.

## Utgåvor på svenska
- 1997 ISBN 91-43-00142-4
- 1997 ISBN 91-43-04124-8
- 1997 ISBN 91-46-17030-8
- 1998 ISBN 91-46-17371-4
- 1998 ISBN 90-364-8416-2 Storstilsutgåva
- 1999 ISBN 91-46-17522-9